# 条叶百合
条叶百合（学名：Lilium callosum），又名野小百合、細葉卷丹，为百合科百合属下的一个种。

## 扩展阅读
- 維基物種上的相關：条叶百合